# San Feliciano
San Feliciano ist ein Ortsteil (Fraktion, italienisch frazione) von Magione in der Provinz Perugia, Region Umbrien in Italien.

## Geografie
Der Ort liegt 4 km südwestlich des Hauptortes Magione und 18 km westlich der Provinz- und Regionalhauptstadt Perugia am Lago Trasimeno. Mit San Savino liegt ein weiterer Ortsteil von Magione ca. 2 km südöstlich von San Feliciano. Der Ort liegt bei 279 m s.l.m. und hatte 2001 ca. 580 Einwohner.

## Geschichte
Namensgebend für den Ort ist der hl. Felicianus von Foligno, Bischof von Foligno (* 160 im Ortsteil San Giovanni Profiamma von Foligno; † 249 in Foligno). Erste Siedlungen im Ortsgebiet entstanden bereits vor dem 8. Jahrhundert v. Chr. Vom 5. bis 3. Jahrhundert v. Chr. wurde die Gegend von den Etruskern bewohnt, danach hinterließen die Römer ihre Spuren. Ab dem Mittelalter fiel der Ort unter dem Namen Villa Sancti Filiciani de Lacu an Perugia. Die Stadtmauer entstand 1407.

## Sehenswürdigkeiten

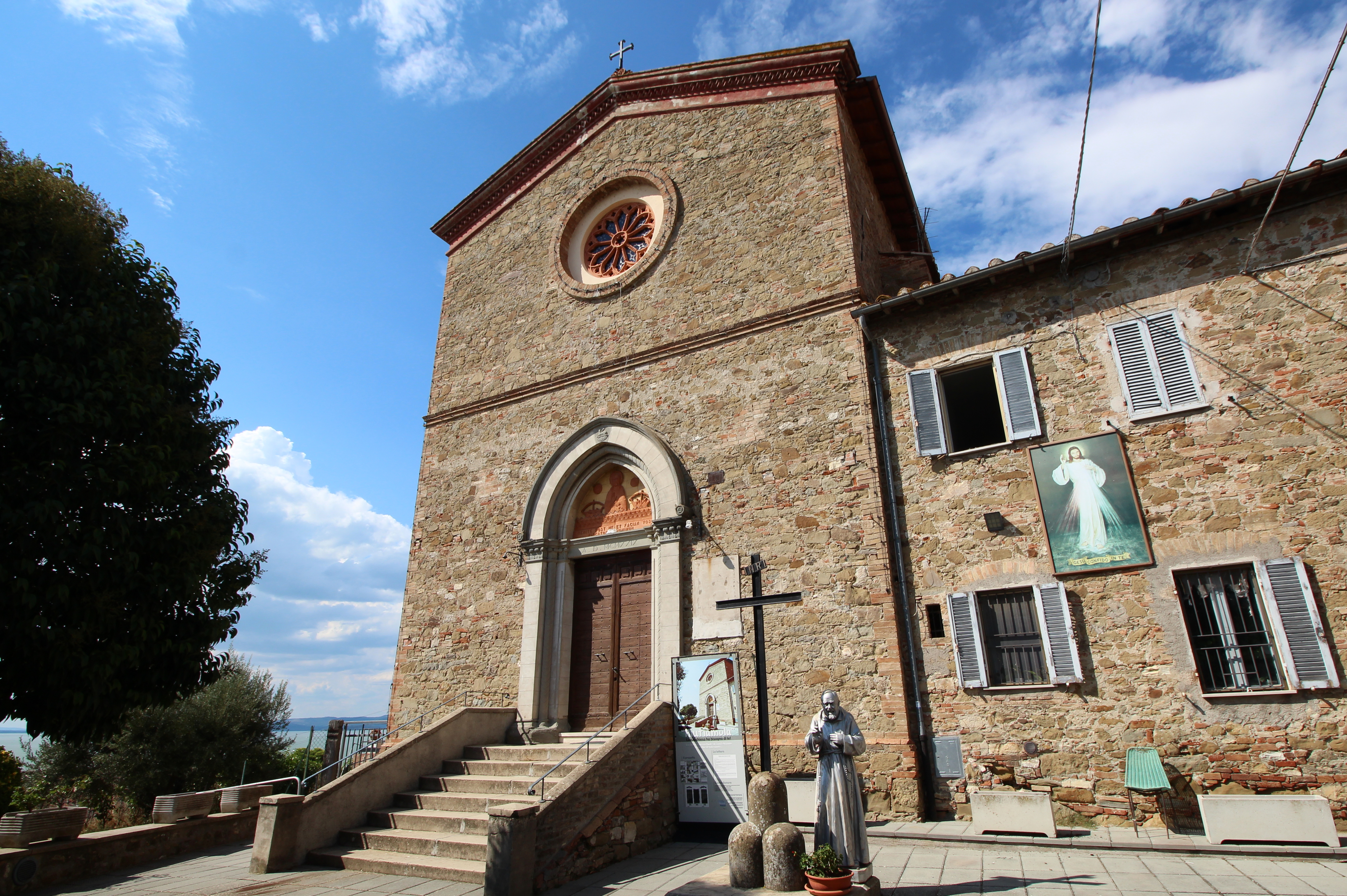
Die Kirche San Feliciano

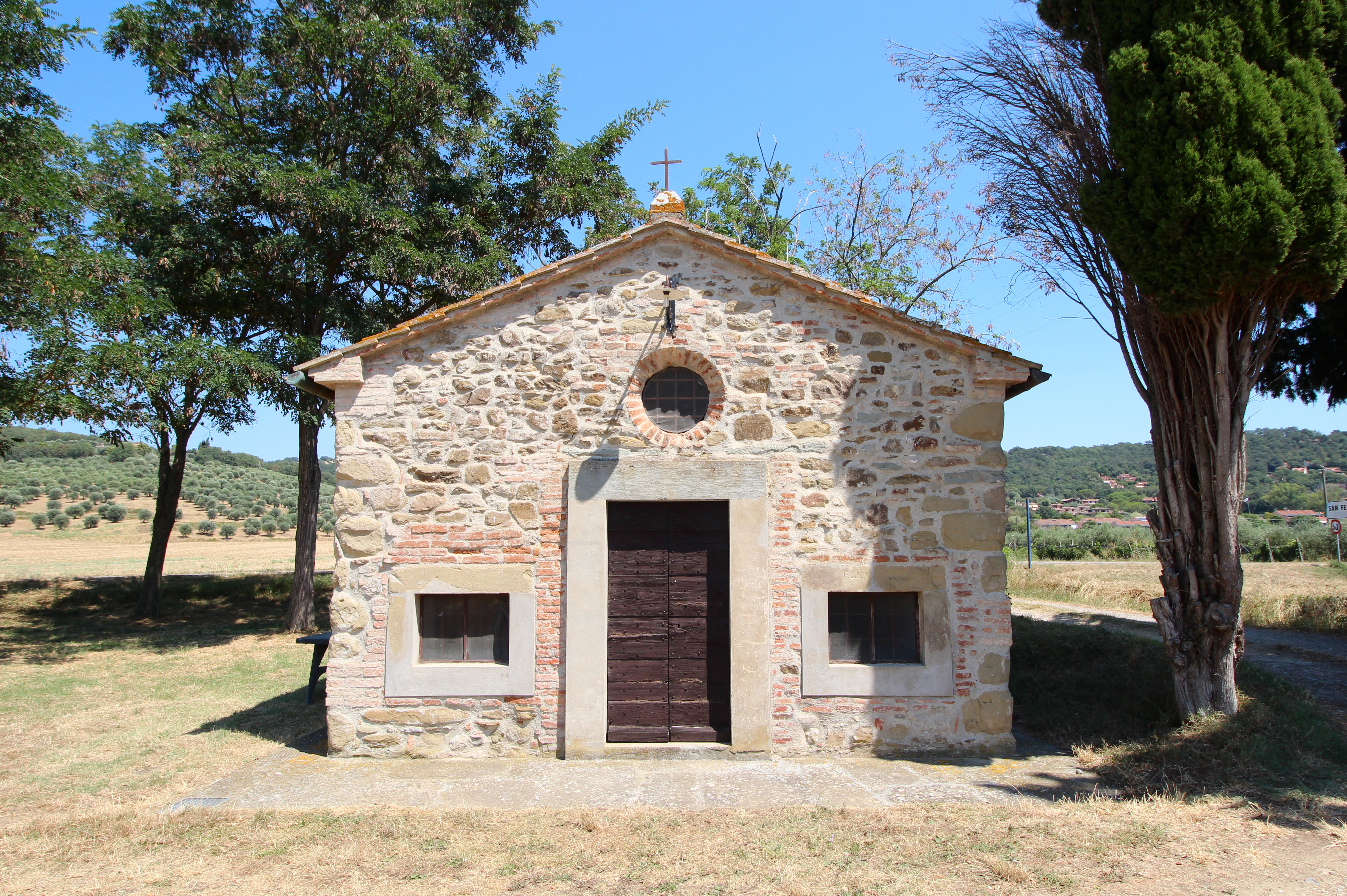
Die Kirche Madonna della Neve

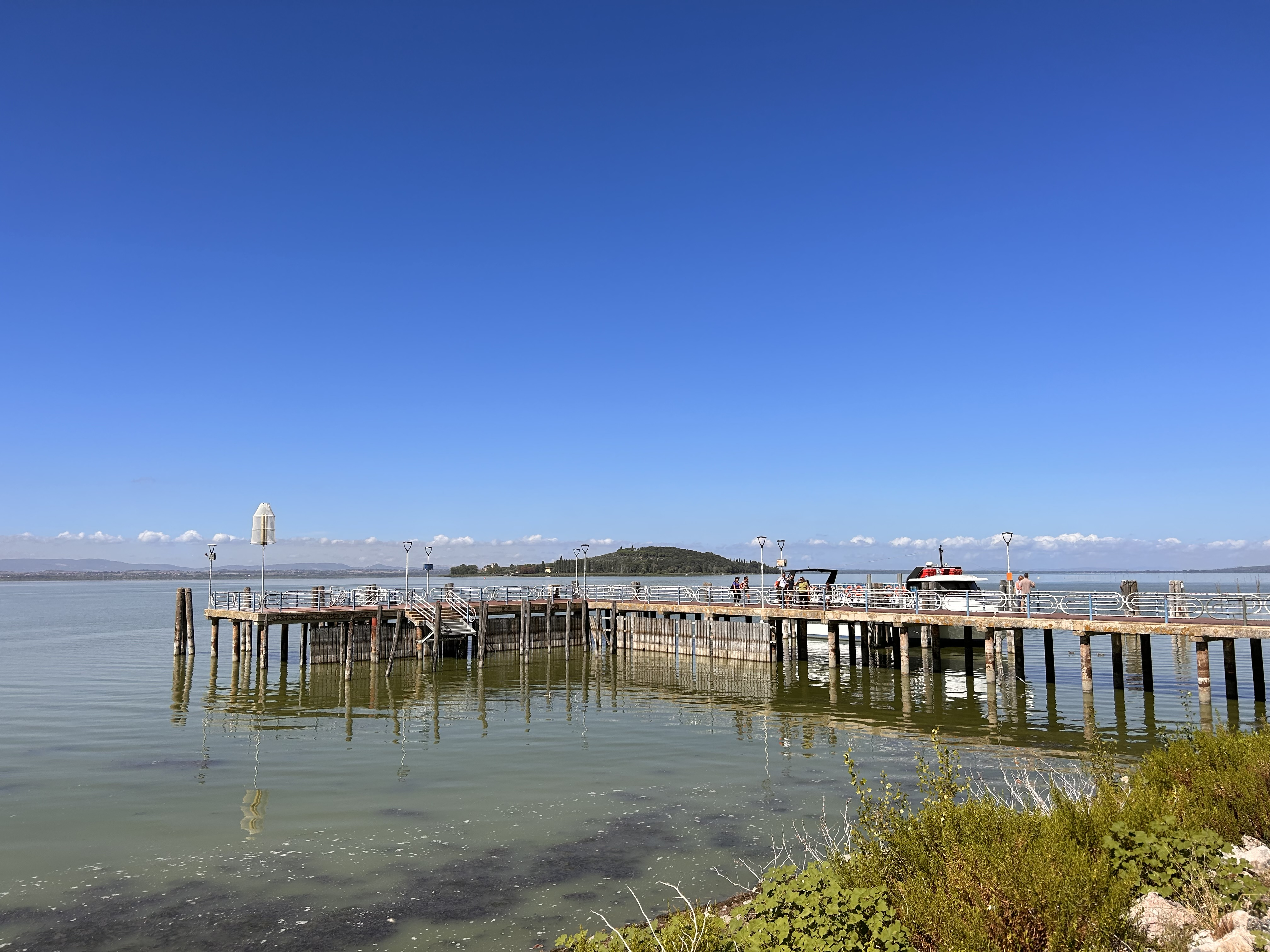
Schiffsteg

- San Feliciano, Kirche im Ortskern aus dem 20. Jahrhundert. Eine ältere Kirche wurde 1173 erwähnt und zwischen 1600 und 1700 neu errichtet. Die heutige Kirche wurde 1905 neu errichtet und konsekriert und entstand im Stil der Neugotik.[3]
- Madonna della Neve, Kirche kurz nördlich des Ortes, erstmals 1947 erwähnt.[4]
- Museo della pesca, 1974 eingeweihtes Fischereimuseum.[5]

## Veranstaltungen
- Festa del Giacchio (Wurfnetz-Fest).[6]

## Verkehr
- Die Insel Isola Polvese ist mit dem Schiff von San Feliciano aus erreichbar.